# Port Jackson
Port Jackson az ausztráliai Sydney kikötője, illetve riája, a Tasman-tenger beszögellése. A Sydney-i kikötő, a Middle Harbour („Középső kikötő”), az Északi kikötő tartozik hozzá, illetve a Lane Cove és a Parramatta folyók.
Itt van a Sydney-i Operaház és a Sydney-i kikötői híd, a város egyedi nevezetességei. Ez volt az európai gyarmatosítók első települése Ausztráliában, és ma is kulcsszerepet tölt be Sydney életében. Itt tartják a város újévi ünnepségeit, és innen indulnak a Sydney-Hobart yachtversenyek.
Víziútjait az Úti és Tengeri Szolgálatok (Roads & Maritime Services) menedzseli. A Sydney-i Kikötő Nemzeti Park számos szigetet, partszakaszt, úszóhelyet, ösvényt és piknikező helyet felügyel.

## Galéria

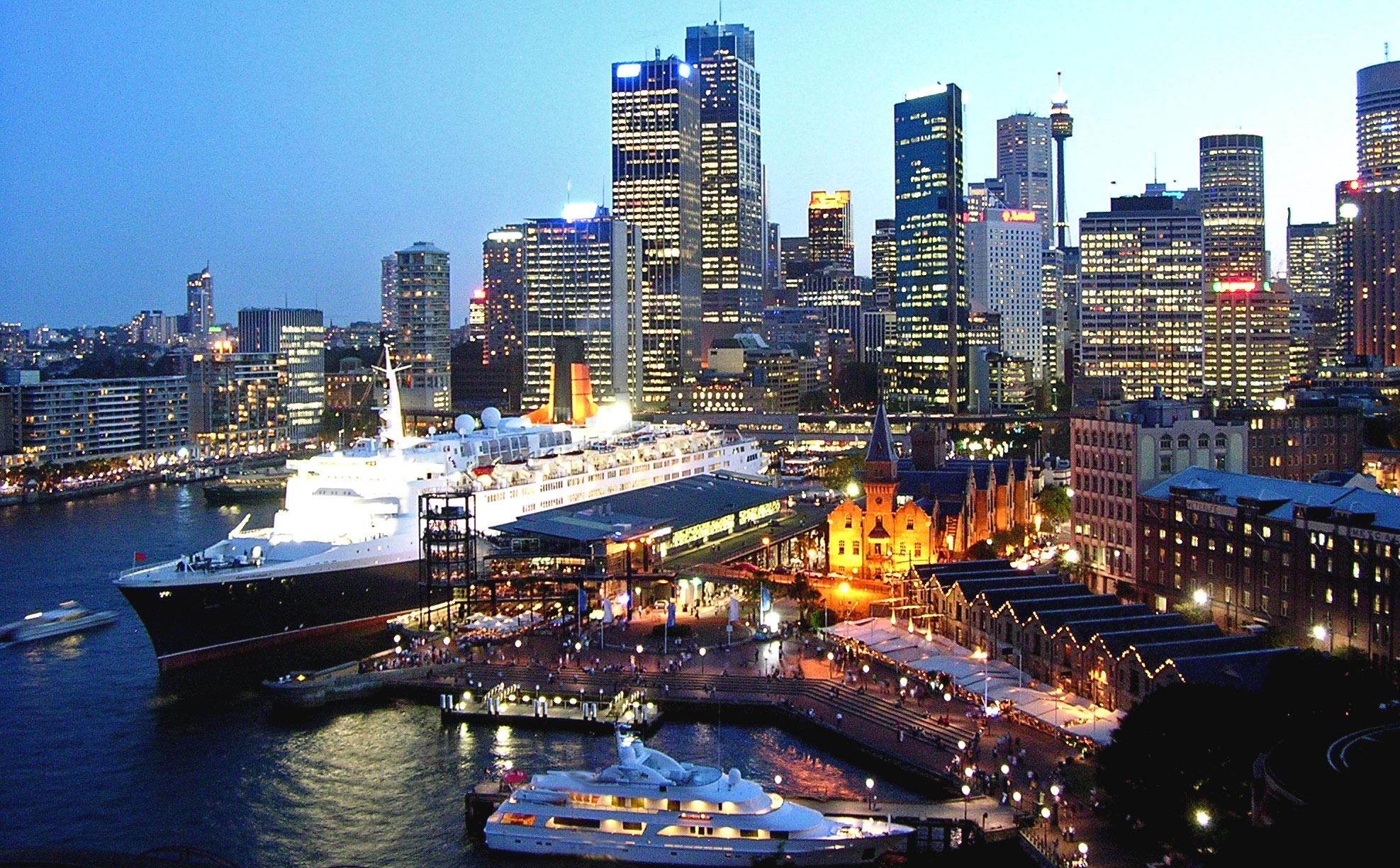
A Sydney-i kikötőben dokkoló QE2, a Circular Quay és a sydney- központi üzleti negyed (CBD) felé nézve
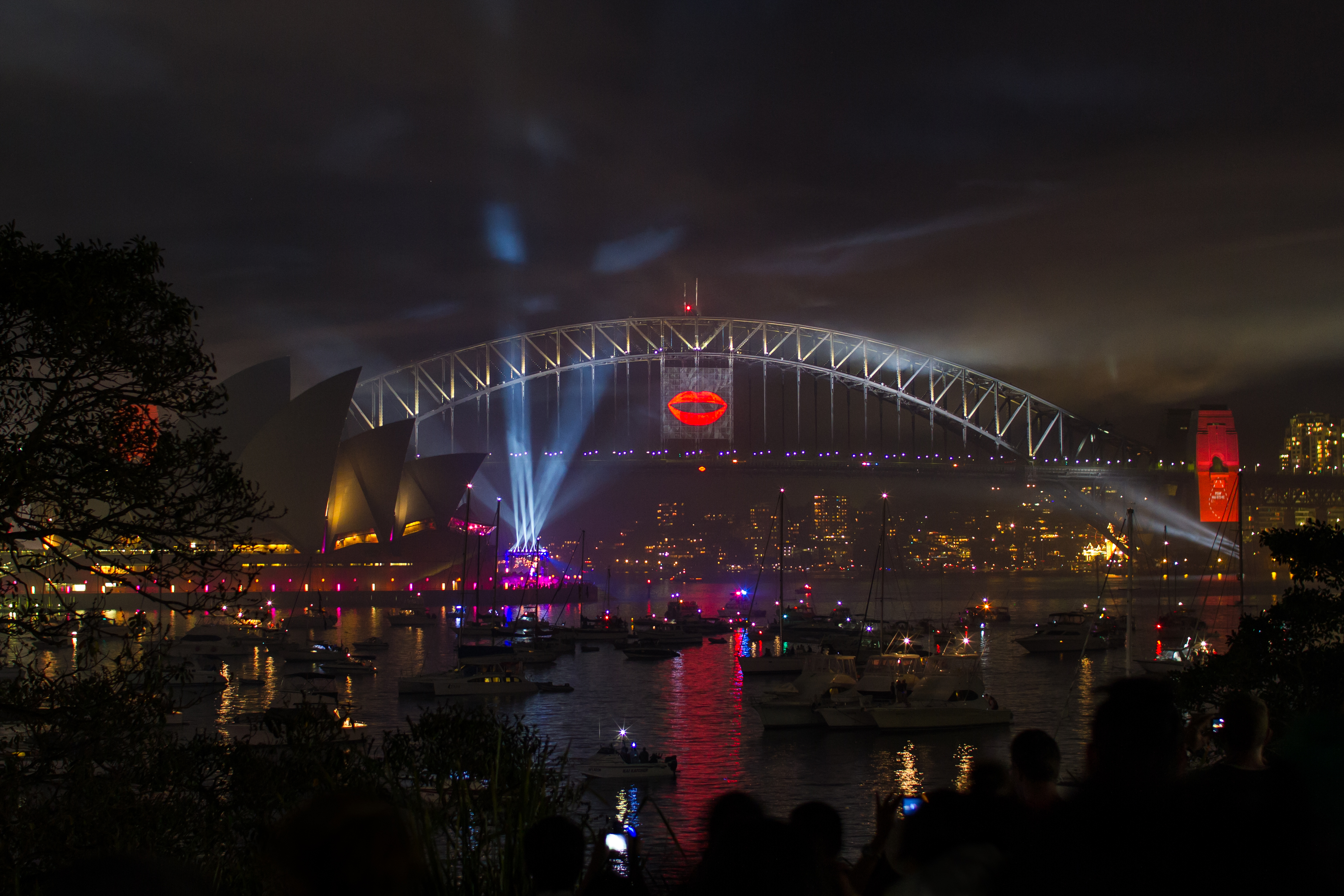
A Sydney-i kikötő szilveszterkor
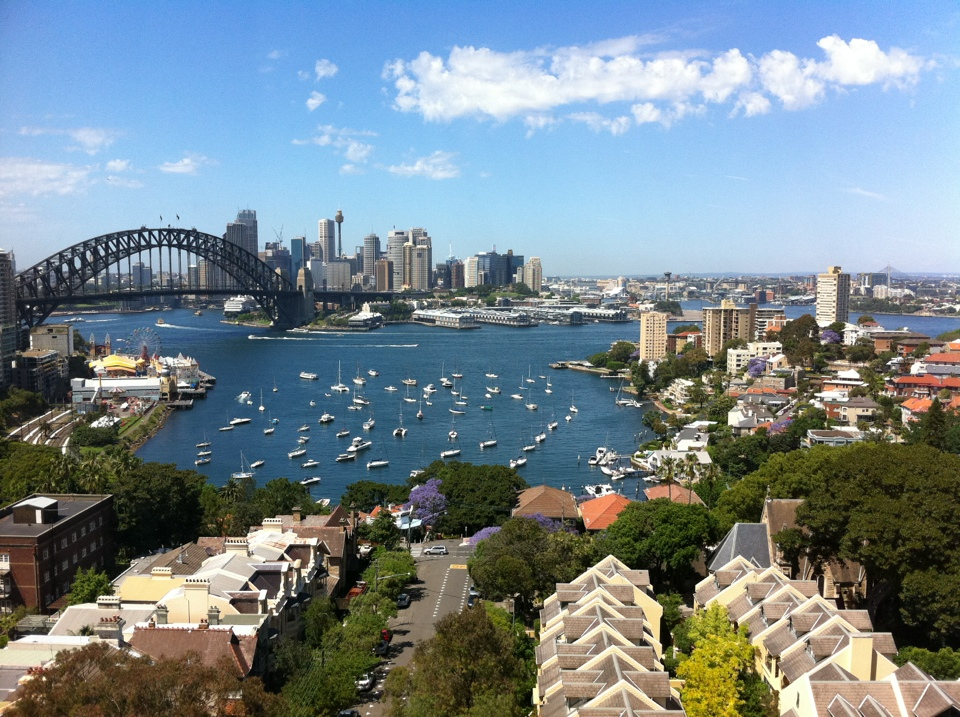
Sydneyi kikötő
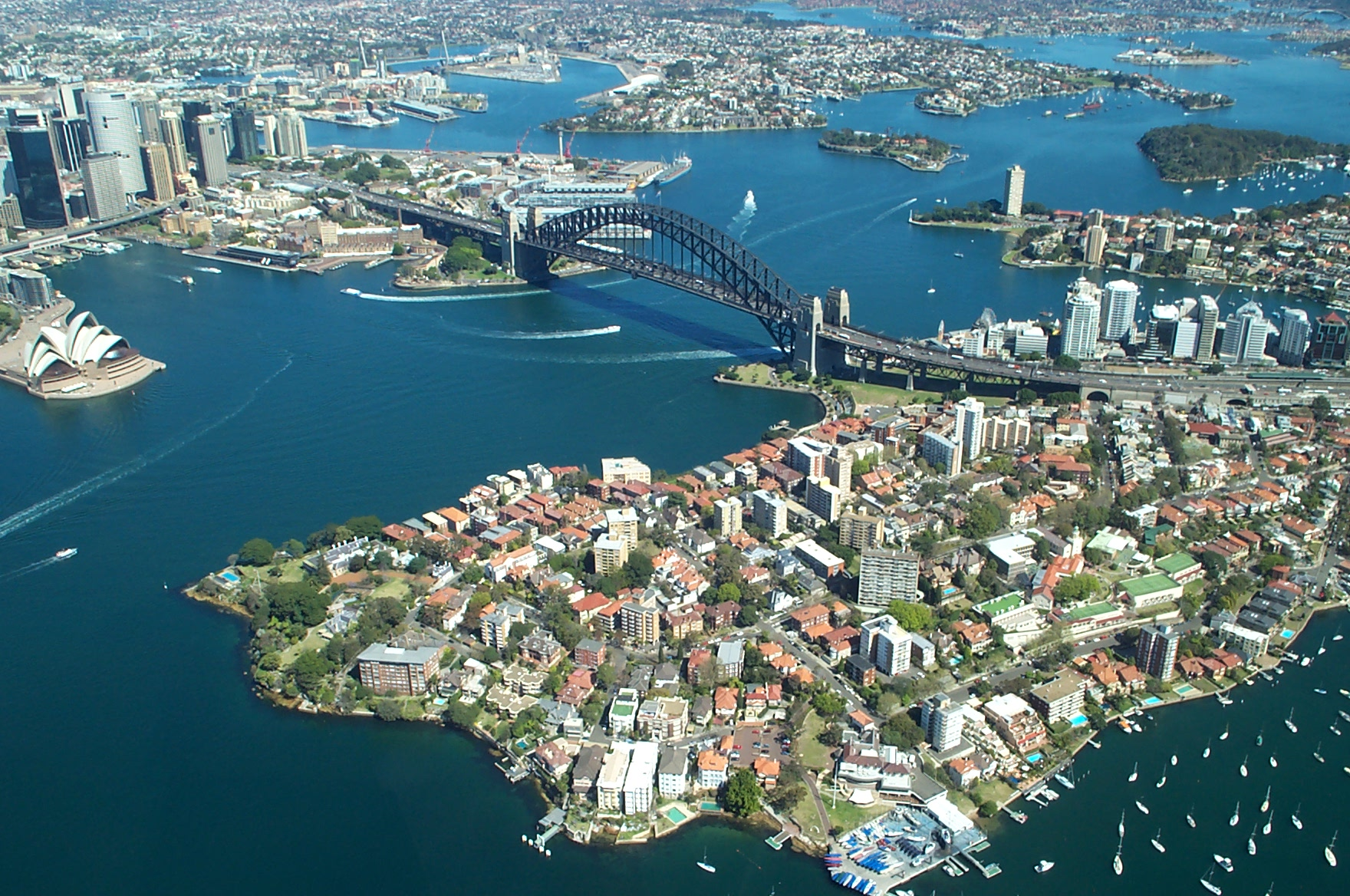
A kikötői híd és az operaház a levegőből. A CBD balra, messze hátul.
A Sydney-i kikötő látképe a Millers Pointról.
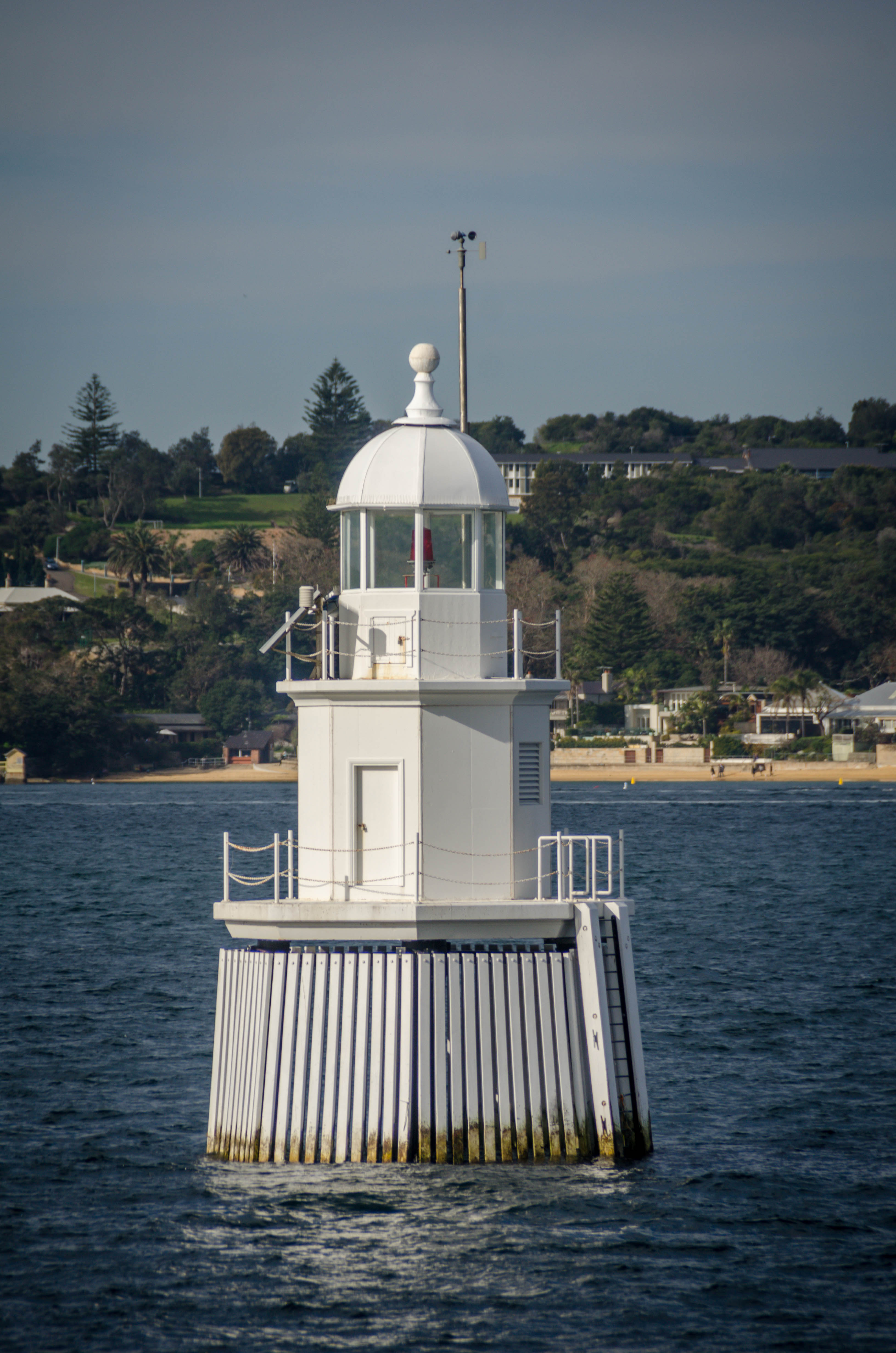
A Keleti-csatorna jelzője, népszerű nevén a Keleti Esküvői Torta.